# Bộ Cửu (韭)
Bộ Cửu, bộ thứ 179 có nghĩa là "hẹ" là 1 trong 11 bộ có 9 nét trong số 214 bộ thủ Khang Hy.
Trong Từ điển Khang Hy có 20 chữ (trong số hơn 40.000) được tìm thấy chứa bộ này.

## Tự hình Bộ Cửu (韭)

Tiểu triện

## Chữ thuộc Bộ Cửu (韭)
| Số nét bổ sung | Chữ      |
| -------------- | -------- |
| 0              | 韭/cửu/  |
| 6              | 韯/tiêm/ |
| 7              | 韰/giới/ |
| 8              | 韱/tiêm/ |
| 10             | 韲/tê/   |